# Rue Dickson
La rue Dickson est une voie de Montréal. 

## Situation et accès
La rue Dickson, d'orientation nord-sud située dans le quartier de Mercier, commence au sud de la rue Notre-Dame, où elle fait une boucle, et se termine au nord au boulevard Rosemont où elle devient le boulevard Lacordaire.  
Au commencement, la rue Dickson comporte trois voies dans chaque direction jusqu'à la rue Hochelaga, qui se trouve à être un secteur industriel. Par la suite, elle est à deux voies dans chaque direction jusqu'à la rue Sherbrooke dans un secteur résidentiel pour finir à trois voies dans chaque direction jusqu'au boulevard Rosemont.
Intersections notables
- Rue Notre-Dame
- Avenue Souligny
- Rue Hochelaga
- Rue Sherbrooke
- Boulevard Rosemont

## Historique
Elle porte ce nom depuis 1915.